# 金杯汽车
瀋陽華晨金杯汽車有限公司（簡稱金杯）是中華人民共和国一个汽车品牌，总部位於辽宁省沈阳市。目前該品牌由华晨雷诺金杯汽车有限公司持有。2017年12月，华晨雷诺金杯汽车有限公司成立。该公司由华晨汽车集团控股51%，雷诺控股49%，在2017年之前，该品牌由沈阳华晨金杯汽车有限公司所有，该公司也是华晨汽车集团的子公司，總部也位于沈阳。金杯汽車于1991年投放市场，當時車輛采用丰田汽车的技术。

## 图片集

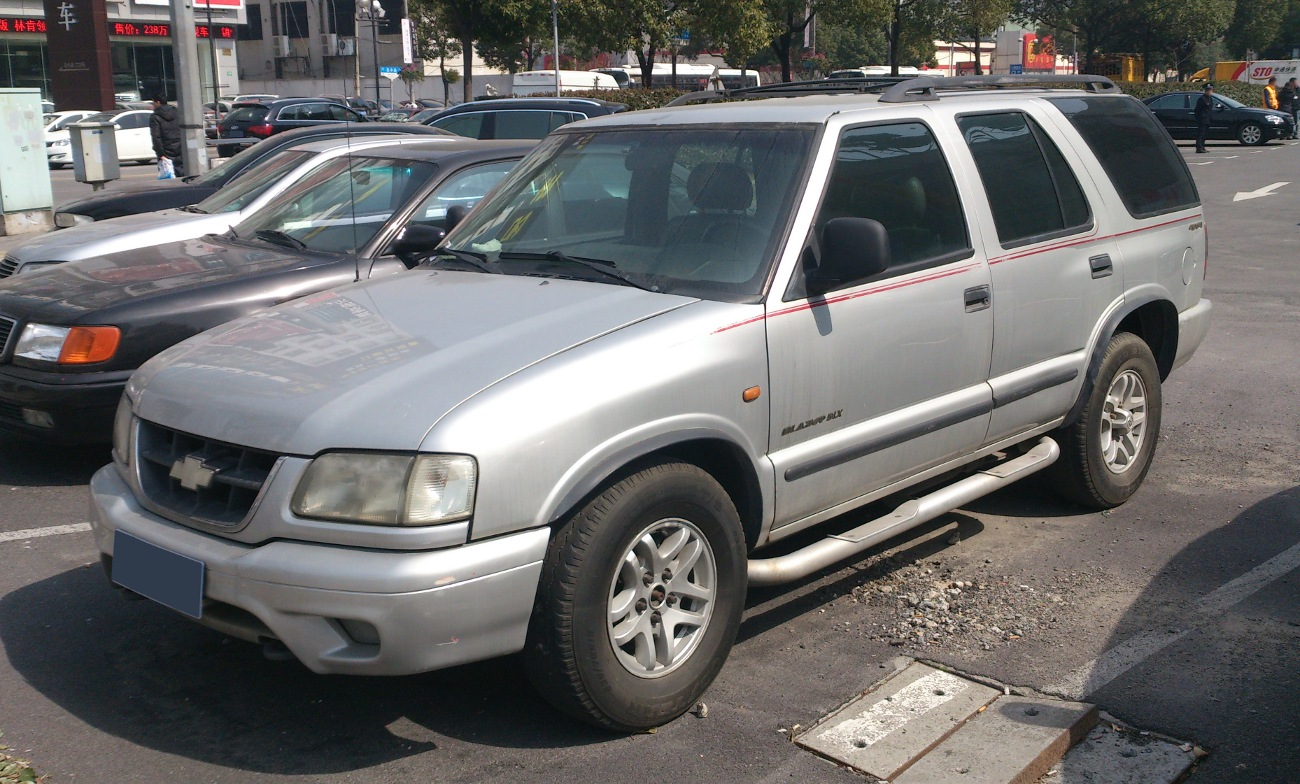
金杯-通用 雪佛兰开拓者
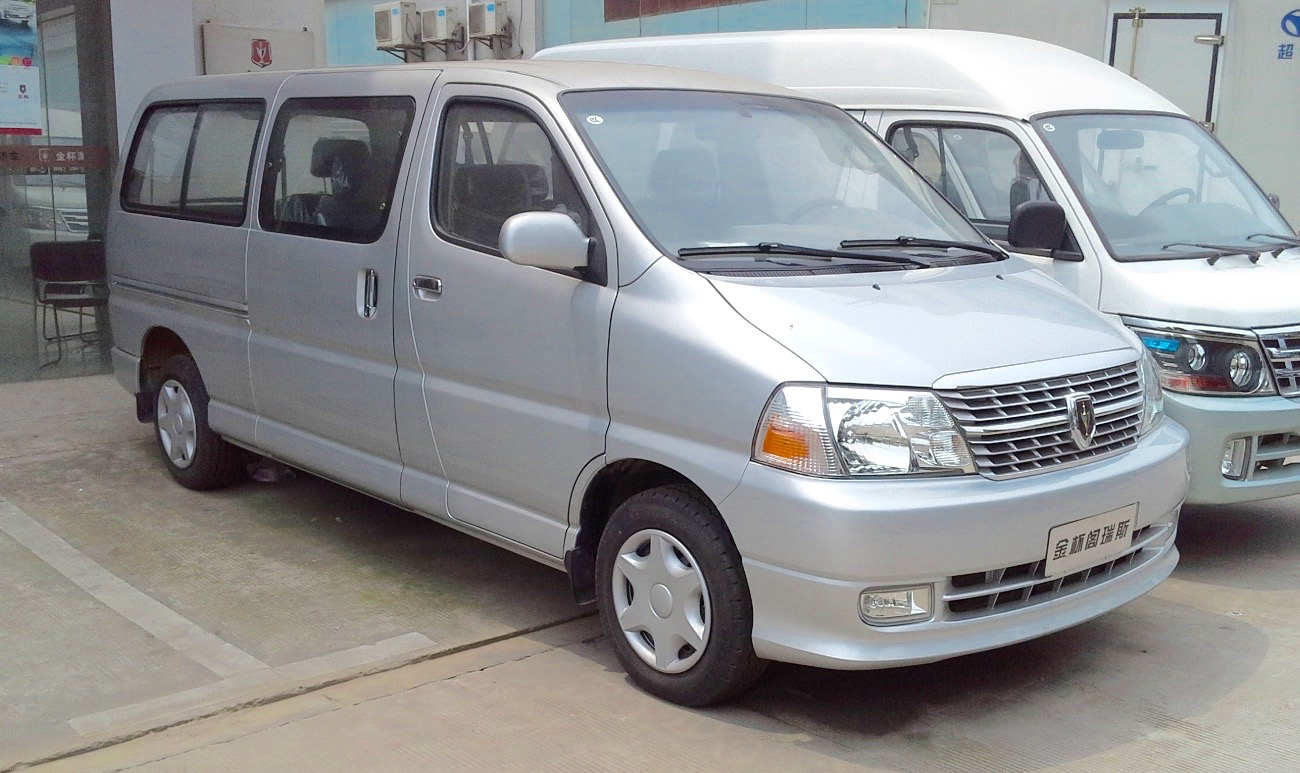
金杯阁瑞斯
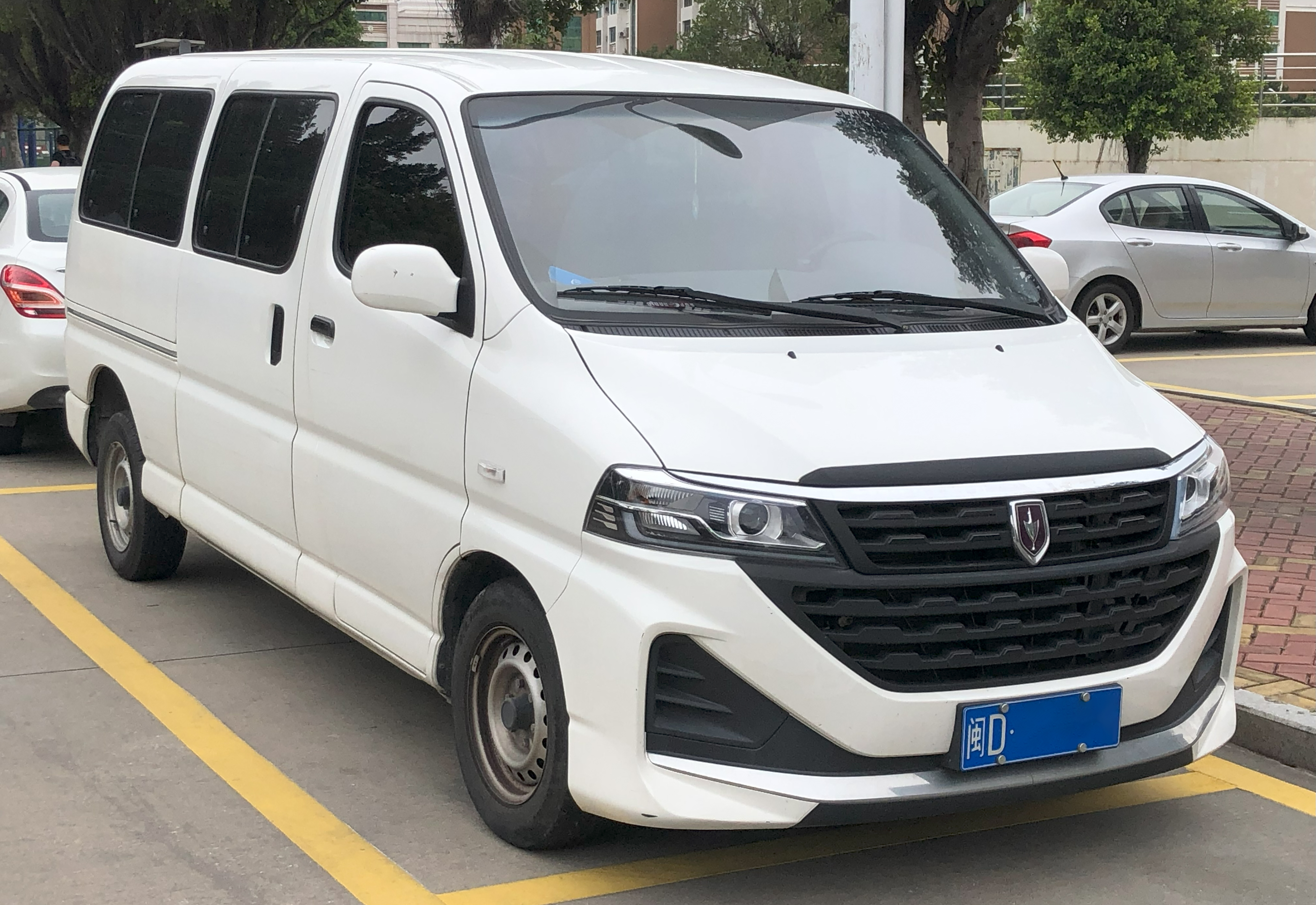
金杯海狮王
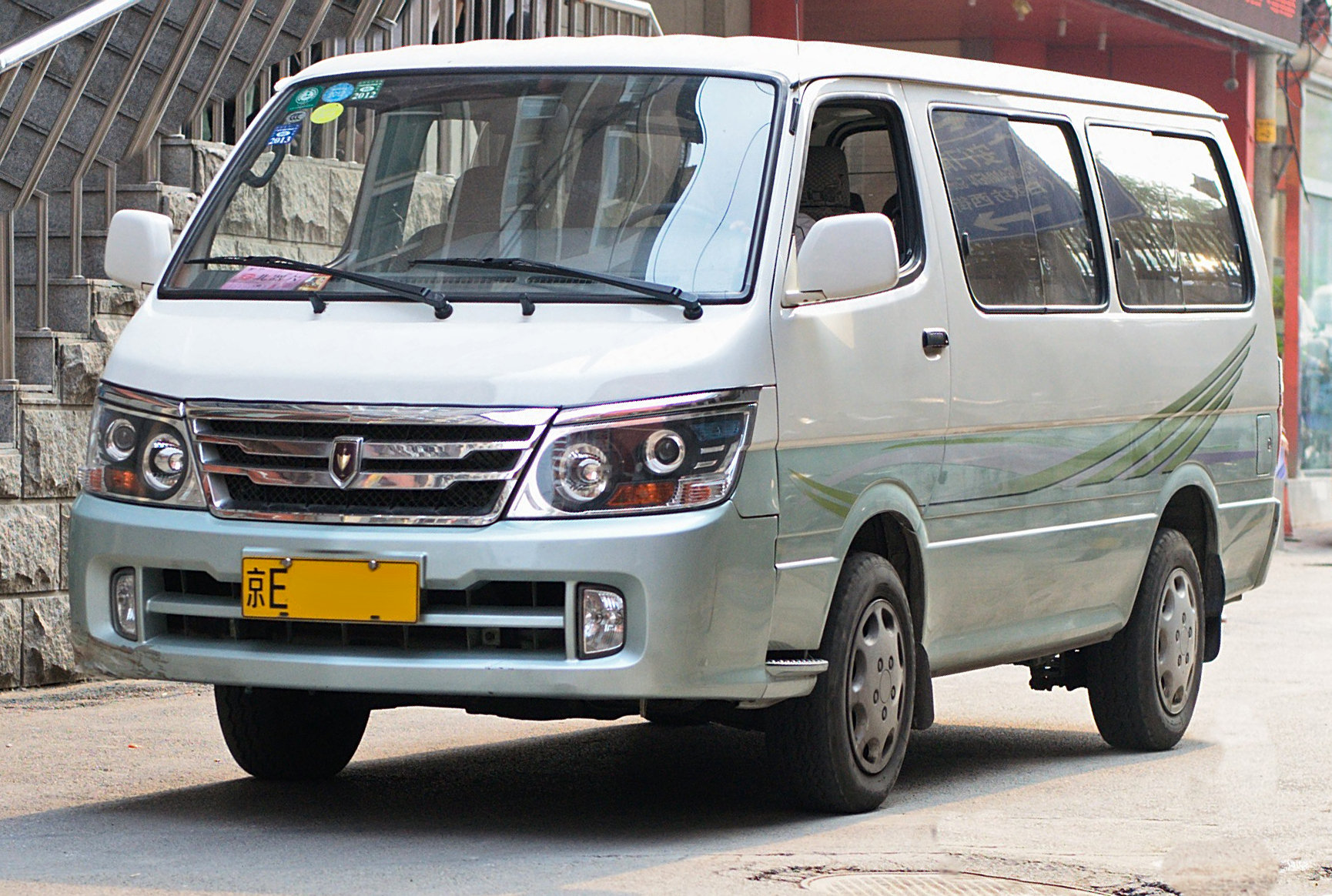
金杯海狮改款
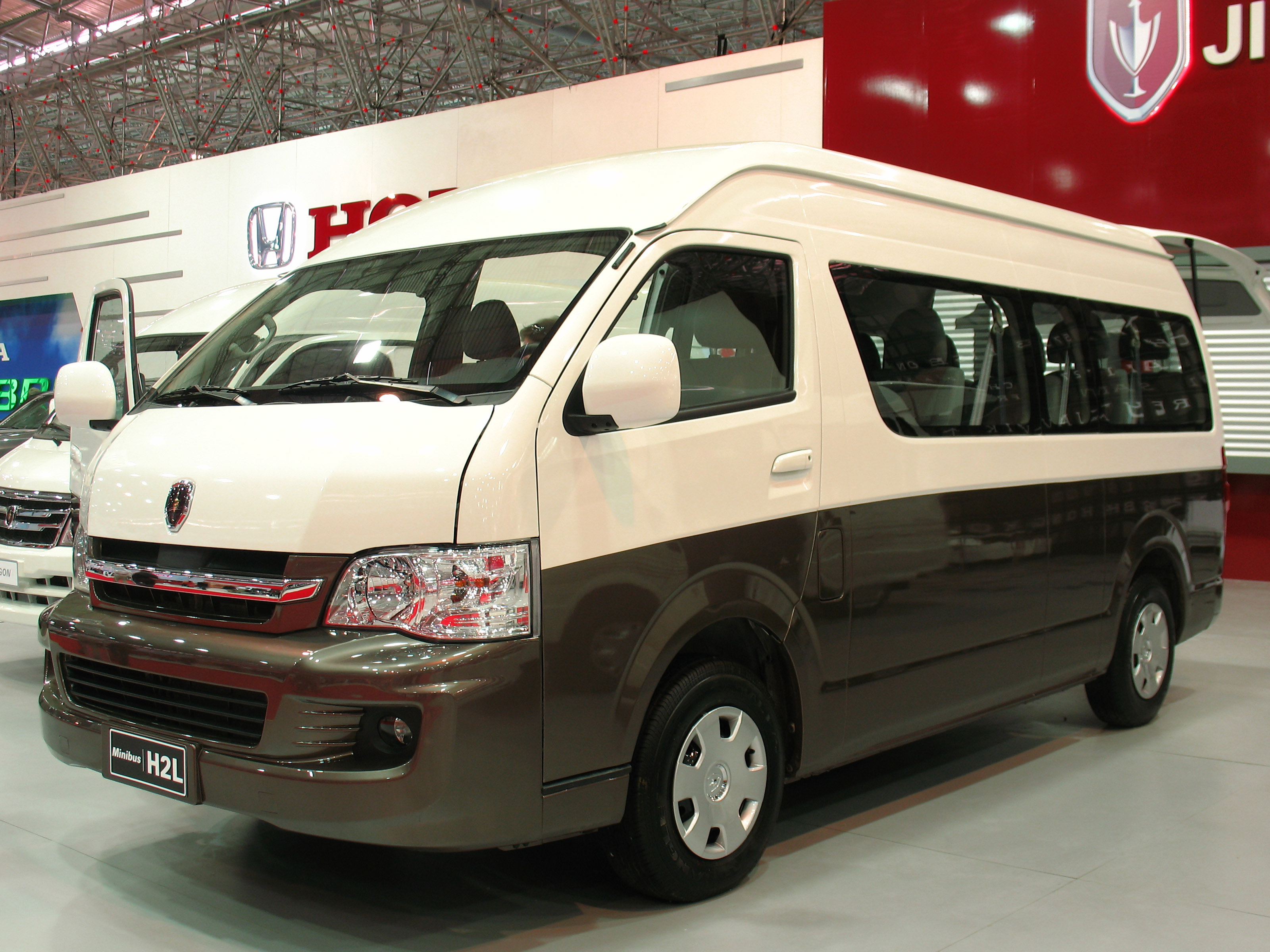
金杯H2L
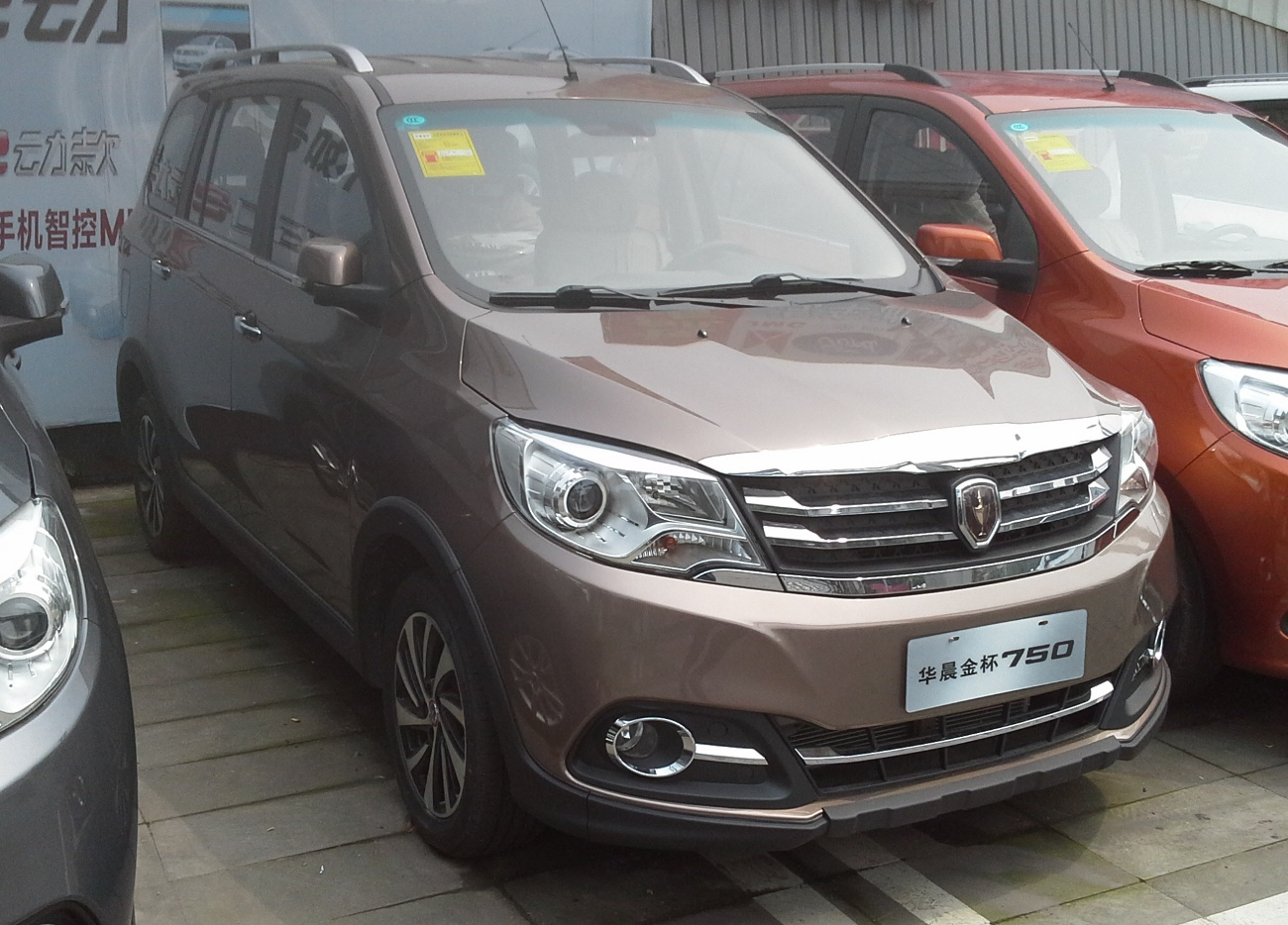
金杯750
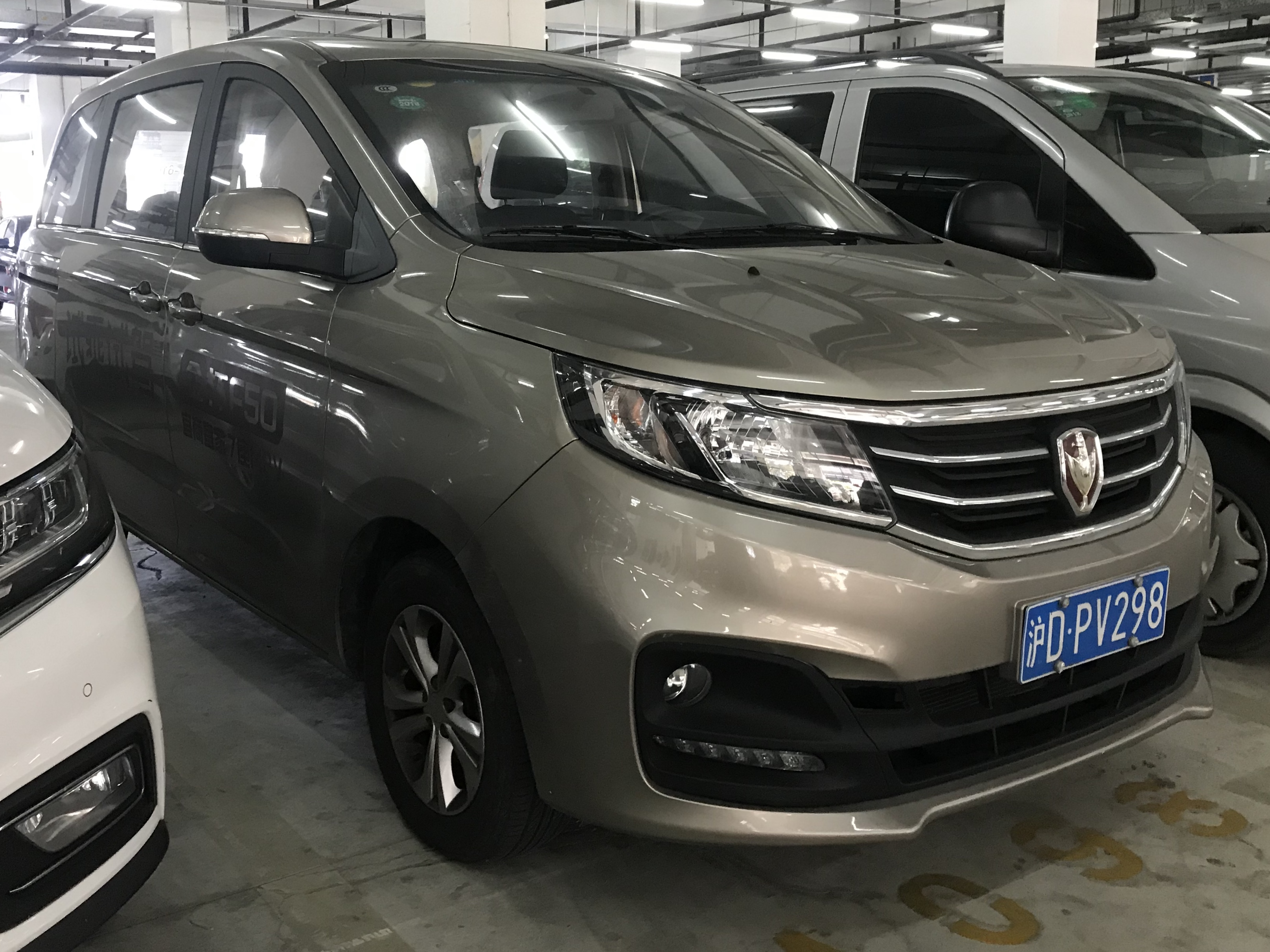
金杯F50
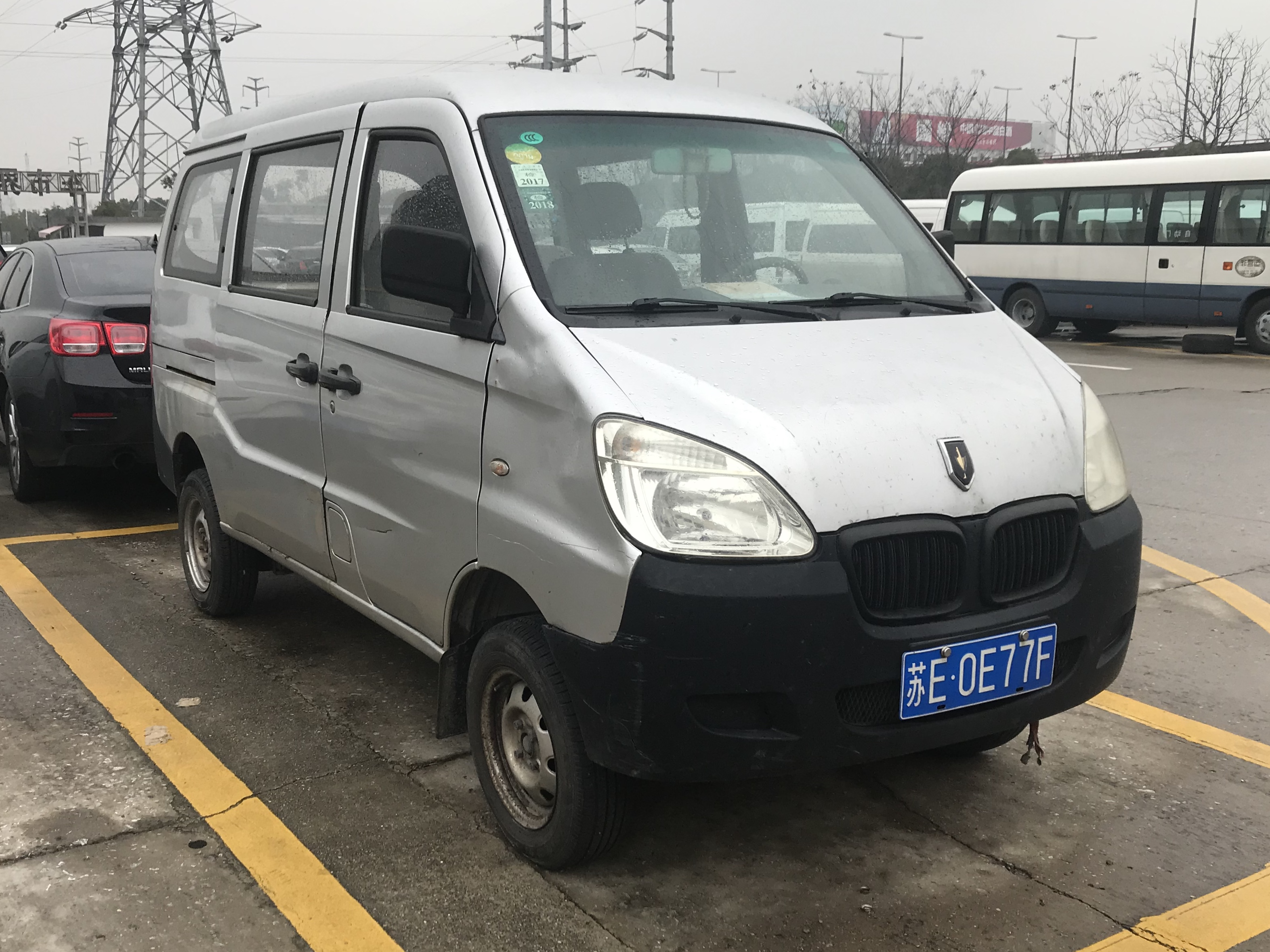
金杯海星A9
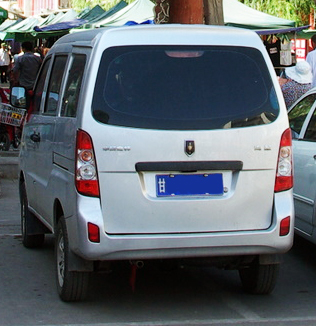
金杯海星（车尾）
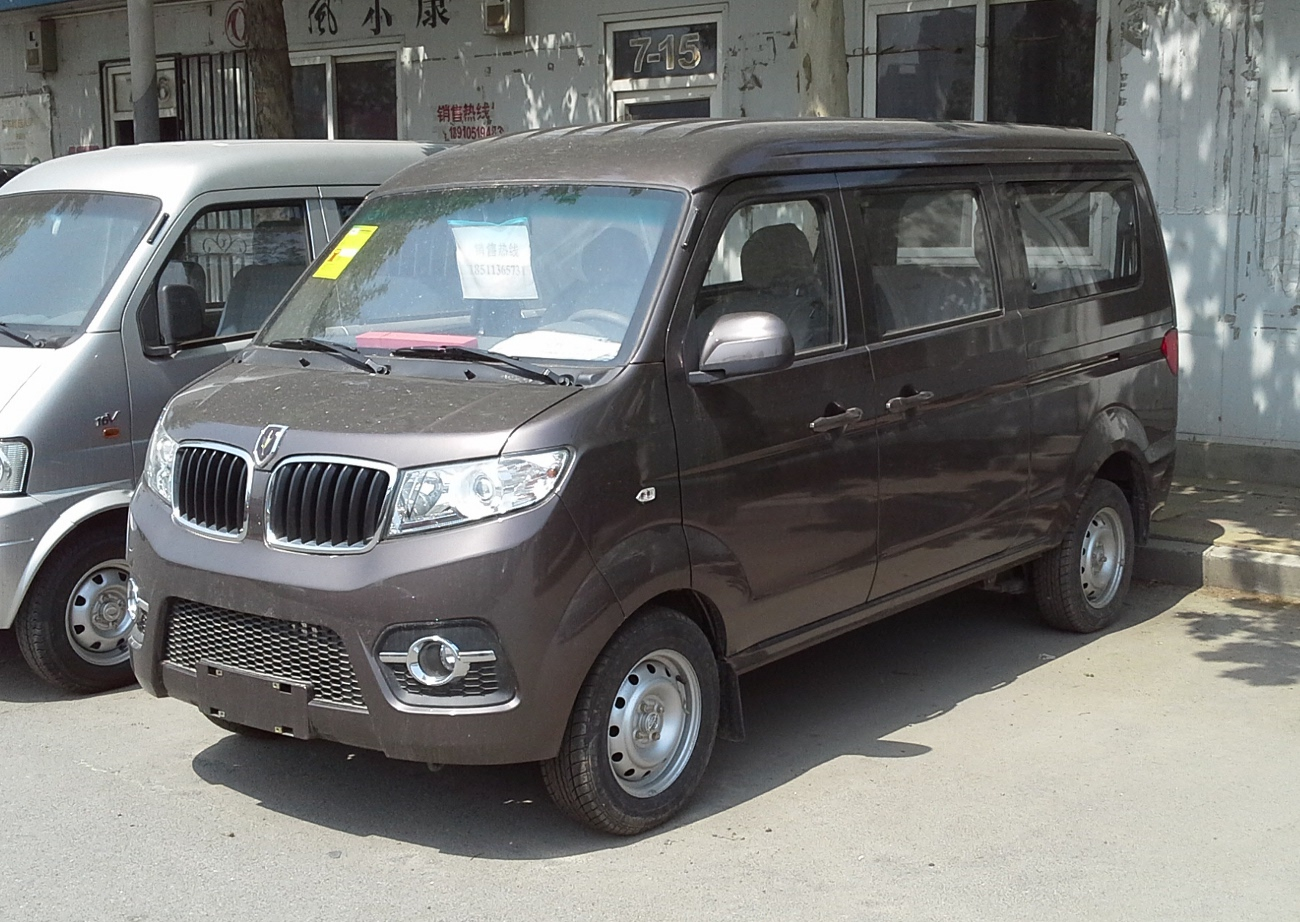
金杯海星X30
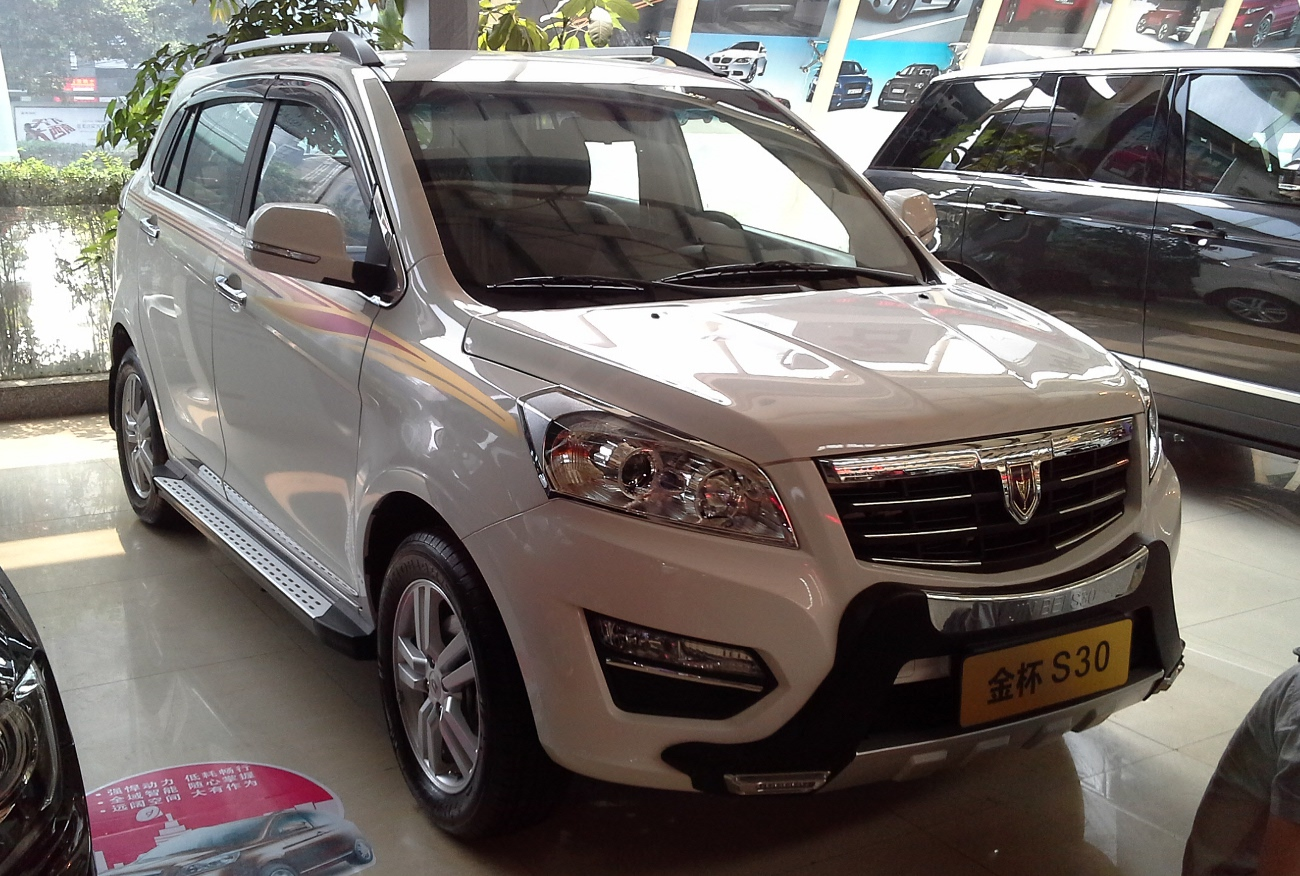
金杯S30
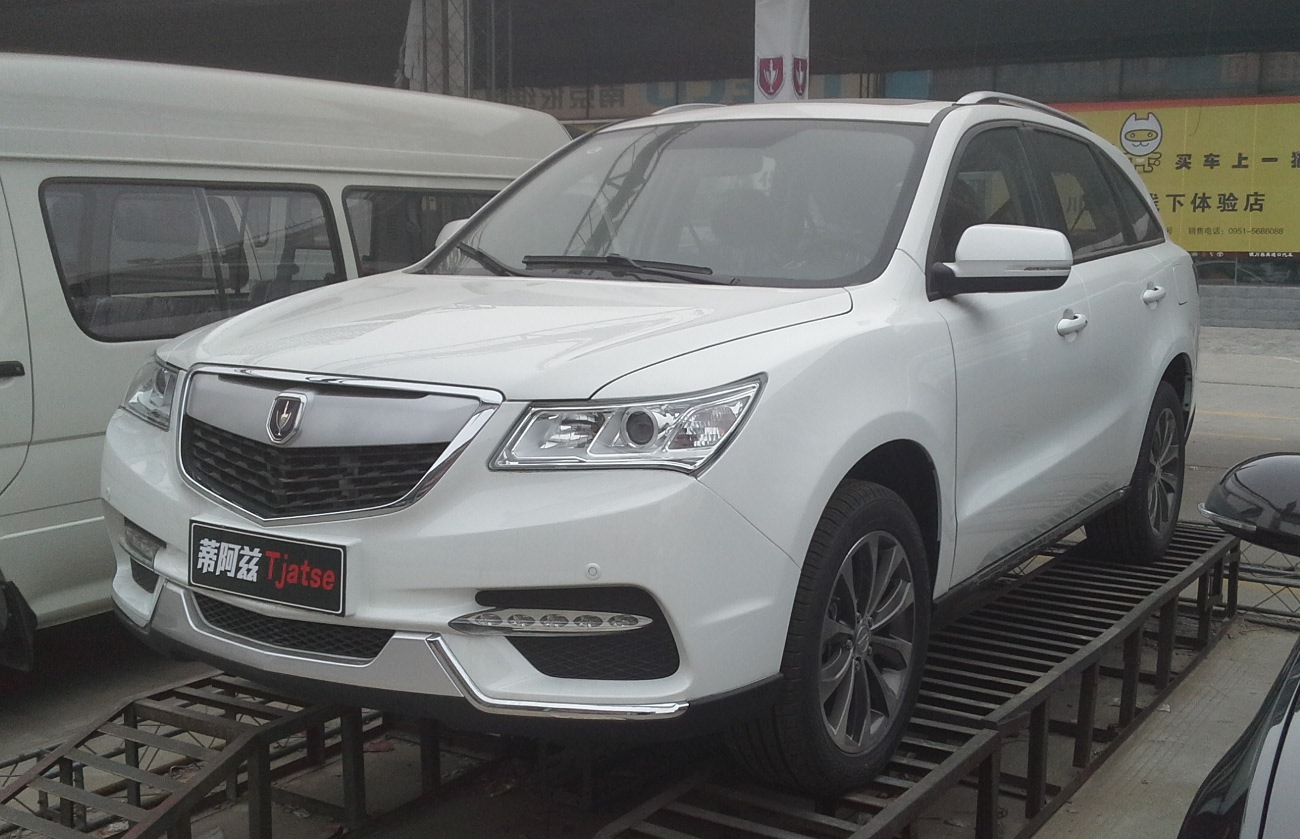
金杯蒂阿兹S70